# المحكمة الدستورية الكويتية
المحكمة الدستورية الكويتية هي محكمة دستورية في الكويت تختص بتفسير النصوص الدستورية وبالفصل في المنازعات المتعلقة بدستورية القوانين والمراسيم بقوانين واللوائح وفي الطعون الخاصة بانتخاب أعضاء مجلس الأمة أو بصحة عضويتهم.
تأسست المحكمة الدستورية وفق القانون رقم 14 لعام 1973 وتتكون من خمسة أعضاء يتم اختيارهم من قبل المجلس الأعلى للقضاء ويعينون بمرسوم أميري، كما يختار المجلس عضوين احتياطين. وتنعقد المحكمة كلما اقتضت الحاجة لها وتكون أحكامها ملزمة لبقية المحاكم. ترفع المنازعات للمحكمة عن طريق مجلس الوزراء أو مجلس الأمة أو عند طريق أحد المحاكم عندما ترى أن الفصل في قضية معينة يقوم على تفسير مادة دستورية أو قانون محدد.

## أشهر أحكام المحكمة
- في 3 مايو 2006 قامت المحكمة بإلغاء 15 مادة من مواد قانون 65 لعام 1979 والخاص بتنضيم الاجتماعات العامة والتجمعات. [1]

- في 9 أكتوبر 2006 قامت المحكمة بتفسير المادتين 100 و101 من دستور الكويت بشأن استجوابات مجلس الأمة وقضت المحكمة أن الوزير مسؤول فقط في اختصاص عملة والمسؤولية المناطة به ولا يجوز استجواب وزير عن أمور حصلت قبل توليه الوزارة في الحكومة الحالية. [2]

- في 20 يونيو 2012 حكمت المحكمة الدستورية ببطلان حل مجلس الأمة الكويتي 2009 وإجراءات الدعوة لانتخابات مجلس 2012، وبذلك يعود مجلس 2009 والنواب الممثلين فيه للانعقاد وفق الأطر الدستورية. ويعتبر مجلس 2012 لاغياً مع إبقاء القوانين الصادرة في تلك الفترة. واستندت المحكمة الدستورية قرارها على أن طلب حل مجلس 2009 جاء من وزارة زالت عنها الصفة بقبول استقالتها بالكامل، كما قام رئيس الوزراء الجديد بالاجتماع بوزراء زالت منهم الصفة بسبب قبول استقالة الحكومة السابقة، وبذلك قد رفع كتاب عدم التعاون من مجلس وزراء يتألف من رئيس المجلس فقط وبذلك يكون خالف المادة 107 من الدستور الكويتي. ويعتبر حكم المحكمة الدستورية بإعادة مجلس منحل الأول من نوعة في الحياة البرلمانية الكويتية [3]